# Международно-правовой статус Косова

Республика Косово
Государства, официально признавшие независимость Косова
Государства, не признающие независимость Косова
Государства, признавшие независимость Косова, но в дальнейшем отозвавшие признание

Одностороннее провозглашение независимости Косово 17 февраля 2008 года вызвало неоднозначную реакцию в международном сообществе. В настоящем списке перечислены суверенные государства, заявившие о своём отношении к данному событию.
На текущий момент независимость Косово от Сербии признаёт 108 государств из 193 (56%) членов Организации Объединённых Наций (ООН), 22 из 27 (81,5 %) стран — членов Европейского союза (ЕС), 28 из 32 (87,1 %) стран — членов НАТО и 33 из 57 (57,9 %) государств — членов Организации исламского сотрудничества (ОИК) признали Косово. В то же время прочие государства — члены ООН (более 1/3), в том числе два постоянных члена Совета безопасности ООН (Китайская Народная Республика и Российская Федерация), отказались признать независимость Косово или заявили о нейтралитете. При этом 14 государств отозвали признание. Чтобы занять место в ООН, страна должна иметь поддержку 2/3 государств — членов ООН (то есть 129 из 193) и одобрение Совета безопасности ООН, в частности, отсутствие вето какого-либо постоянного члена Совета безопасности. В то же время, для получения статуса страны-наблюдателя в ООН (как у Палестины и Ватикана) достаточно простого большинства Генассамблеи (97 голосов).
Правительство Сербии не признаёт Косово как суверенное государство. В 2013 году Сербия начала процесс нормализации отношения с правительством Косово в соответствии с Брюссельским соглашением, но процесс застопорился в ноябре 2018 года после того, как Косово ввело 100-процентный налог на импорт сербских товаров.

## Позиция государств — членов ООН
- Полужирным шрифтом отмечены государства — постоянные члены Совета безопасности ООН.

Отмечены страны, впоследствии отозвавшие признание.

### Государства — члены ООН, признавшие независимость Косова
| №   | государство              | 000дата признания000 | примечание |
| --- | ------------------------ | -------------------- | --- |
| 1   | Афганистан               | 18 февраля 2008      | Афганистан был первым государством, признавшим Косово |
| 2   | Коста-Рика               | 17 февраля 2008      | Более ранняя, чем у Афганистана, дата признания Косова связана с разницей в часовых поясах (UTC-6) |
| 3   | Албания                  | 18 февраля 2008      | |
| 4   | Франция                  | 18 февраля 2008      | Франция стала первой из стран ЕС и НАТО, признавшей Косово |
| 5   | Турция                   | 18 февраля 2008      | |
| 6   | США                      | 18 февраля 2008      | |
| 7   | Великобритания           | 18 февраля 2008      | |
| 8   | Австралия                | 19 февраля 2008      | Австралия стала первой из стран Океании, форума тихоокеанских островов и Основного союзника вне НАТО, признавшей Косово |
| 9   | Сенегал                  | 19 февраля 2008      | Сенегал стал первым африканским государством, признавшим Косово |
| 10  | Латвия                   | 20 февраля 2008      | |
| 11  | Германия                 | 20 февраля 2008      | |
| 12  | Эстония                  | 21 февраля 2008      | |
| 13  | Италия                   | 21 февраля 2008      | |
| 14  | Дания                    | 21 февраля 2008      | |
| 15  | Люксембург               | 21 февраля 2008      | |
| 16  | Перу                     | 22 февраля 2008      | Перу стало первым южноамериканским государством, признавшим Косово |
| 17  | Бельгия                  | 25 февраля 2008      | |
| 18  | Польша                   | 26 февраля 2008      | |
| 19  | Швейцария                | 27 февраля 2008      | |
| 20  | Австрия                  | 27 февраля 2008      | |
| 21  | Ирландия                 | 29 февраля 2008      | |
| 22  | Швеция                   | 4 марта 2008         | |
| 23  | Нидерланды               | 4 марта 2008         | |
| 24  | Исландия                 | 5 марта 2008         | |
| 25  | Словения                 | 5 марта 2008         | |
| 26  | Финляндия                | 7 марта 2008         | |
| 27  | Япония                   | 18 марта 2008        | |
| 28  | Канада                   | 18 марта 2008        | |
| 29  | Монако                   | 19 марта 2008        | |
| 30  | Венгрия                  | 19 марта 2008        | |
| 31  | Хорватия                 | 19 марта 2008        | |
| 32  | Болгария                 | 19 марта 2008        | |
| 33  | Лихтенштейн              | 25 марта 2008        | |
| 34  | Республика Корея         | 28 марта 2008        | |
| 35  | Норвегия                 | 28 марта 2008        | |
| 36  | Маршалловы Острова       | 17 апреля 2008       | |
|     | Науру                    | 23 апреля 2008       | 13 ноября 2019 года признание было отозвано |
| 37  | Буркина-Фасо             | 24 апреля 2008       | |
| 38  | Литва                    | 6 мая 2008           | |
| 39  | Сан-Марино               | 11 мая 2008          | |
| 40  | Чехия                    | 21 мая 2008          | |
| 41  | Либерия                  | 30 мая 2008          | 20 июня 2018 года, после встречи министров иностранных дел Сербии и Либерии, была опубликована нота, в которой утверждалось, что Либерия аннулировала признание независимости Косова. Это решение остаётся в силе до завершения переговоров под эгидой ЕС. Через несколько дней МИД Либерии разместил на своём веб-сайте уведомление о том, что он хочет «опровергнуть сообщения в некоторых международных СМИ и социальных сетях об отмене дипломатических отношений с Республикой Косово». |
|     | Сьерра-Леоне             | 13 июня 2008         | 2 марта 2020 года признание было отозвано |
| 42  | Колумбия                 | 6 августа 2008       | |
| 43  | Белиз                    | 7 августа 2008       | |
| 44  | Мальта                   | 21 августа 2008      | |
| 45  | Самоа                    | 15 сентября 2008     | |
| 46  | Португалия               | 7 октября 2008       | |
| 47  | Черногория               | 9 октября 2008       | |
| 48  | Северная Македония       | 9 октября 2008       | На момент признания — Бывшая югославская Республика Македония |
| 49  | ОАЭ                      | 14 октября 2008      | |
| 50  | Малайзия                 | 31 октября 2008      | |
| 51  | Микронезия               | 6 декабря 2008       | |
| 52  | Панама                   | 16 января 2009       | |
| 53  | Мальдивы                 | 19 февраля 2009      | |
| 54  | Палау                    | 5 марта 2009         | 21 января 2019 года МИД Сербии заявил, что Палау 17 января отозвало своё признание Косова. Однако 23 сентября 2022 года президент Косова Вьоса Османи встретилась с министром иностранных дел Палау Густавом Айтаро и обе стороны подтвердили свои двусторонние отношения и многостороннее сотрудничество. В октябре 2022 года вице-президент Палау Джерлин Удуч Сенгебау совершила официальный визит в Косово, где встретилась с президентом Османи, и стороны подтвердили готовность к дальнейшему углублению двусторонних отношений. |
| 55  | Гамбия                   | 7 апреля 2009        | |
| 56  | Саудовская Аравия        | 20 апреля 2009       | |
|     | Коморы                   | 14 мая 2009          | 1 ноября 2018 года журналистам была предоставлена нота, в которой говорится, что Союз Коморских островов отзывает признание Косова, чтобы дать возможность обеим сторонам прийти к справедливому, равноправному и прочному политическому решению вопроса, связанного со статусом Косова. |
| 57  | Бахрейн                  | 19 мая 2009          | |
| 58  | Иордания                 | 7 июля 2009          | |
| 59  | Доминиканская Республика | 10 июля 2009         | |
| 60  | Новая Зеландия           | 9 ноября 2009        | |
| 61  | Малави                   | 16 декабря 2009      | |
| 62  | Мавритания               | 12 января 2010       | |
| 63  | Эсватини                 | 12 апреля 2010       | На момент признания — Свазиленд |
| 64  | Вануату                  | 28 апреля 2010       | |
| 65  | Джибути                  | 8 мая 2010           | |
| 66  | Сомали                   | 19 мая 2010          | |
| 67  | Гондурас                 | 3 сентября 2010      | Гондурас стал первым государством, признавшим Косово после того, как Международный суд ООН выдал консультативное заключение, что провозглашение независимости Косова не противоречит нормам международного права |
| 68  | Кирибати                 | 21 октября 2010      | |
| 69  | Тувалу                   | 18 ноября 2010       | |
| 70  | Катар                    | 7 января 2011        | Катар стал первым государством, признавшим независимость Косова с момента публикации 15 декабря 2010 года доклада по Косову специального докладчика Совета Европы Дика Марти (о преступном прошлом Хашима Тачи) |
| 71  | Гвинея-Бисау             | 10 января 2011       | 21 ноября 2017 года признание было отозвано. Но 2 февраля 2018 года МИД Косова объявил, что получил новую ноту от Гвинеи-Бисау, в которой говорится, что предыдущее объявление, отменяющее признание, не было официальным. Отношения между двумя странами были вновь подтверждены в январе 2023 года. |
| 72  | Оман                     | 4 февраля 2011       | Были противоречивые сообщения о том, признал ли Оман Косово или отказался это сделать. В феврале 2011 года правительство Косова объявило, что оно получило ноту от Омана, в которой говорилось, что Оман «приветствует членство Косова в Организации Объединённых Наций, а также в других международных и региональных организациях» и что страны установили дипломатические отношения. Однако в сентябре 2011 года заместитель министра иностранных дел Косова Петрит Селими заявил: «Оман нас никогда не признавал». Позже в том же месяце министерство иностранных дел Косова объявило, что министр иностранных дел Омана Юсуф бин Алави бин Абдулла проинформировал их о признании Косова независимым государством. Временный поверенный в делах Косова в Саудовской Аравии в 2012 году заявил, что Оман не признал Косово. В сентябре 2022 года МИД Омана официально выпустил пресс-релиз, в котором прямо говорилось, что министр иностранных дел Омана встретился с президентом и министром иностранных дел Республики Косово, подразумевая, что Оман действительно признаёт Республику Косово как независимое государство. |
| 73  | Андорра                  | 8 июня 2011          | |
|     | ЦАР                      | 22 июля 2011         | 27 июля 2019 года признание было отозвано |
| 74  | Гвинея                   | 12 августа 2011      | |
| 75  | Нигер                    | 16 августа 2011      | |
| 76  | Бенин                    | 18 августа 2011      | |
| 77  | Сент-Люсия               | 19 августа 2011      | |
| 78  | Габон                    | 15 сентября 2011     | |
| 79  | Кот-д’Ивуар              | 20 сентября 2011     | |
| 80  | Кувейт                   | 10 октября 2011      | |
|     | Папуа — Новая Гвинея     | 3 октября 2012       | 5 июля 2018 года признание было отозвано |
|     | Бурунди                  | 16 октября 2012      | 15 февраля 2018 года признание было отозвано |
|     | Гана                     | 23 января 2012       | 7 ноября 2019 года признание было отозвано |
| 81  | Гаити                    | 10 февраля 2012      | |
|     | Сан-Томе и Принсипи      | 13 марта 2012        | 11 января 2013 года Президент Сан-Томе и Принсипи Мануэл Пинту да Кошта заявил, что решение правительства о признании Косова не получило поддержки большинства в парламенте, поэтому является недействительным. |
| 82  | Бруней                   | 25 апреля 2012       | |
| 83  | Чад                      | 1 июня 2012          | |
| 84  | Восточный Тимор          | 9 ноября 2012        | |
| 85  | Фиджи                    | 19 ноября 2012       | |
| 86  | Сент-Китс и Невис        | 28 ноября 2012       | |
|     | Доминика                 | 11 декабря 2012      | 2 ноября 2018 года отозвала признание |
| 87  | Пакистан                 | 24 декабря 2012      | |
| 88  | Танзания                 | 29 мая 2013          | |
| 89  | Йемен                    | 11 июня 2013         | |
| 90  | Гайана                   | 13 июня 2013         | |
| 91  | Египет                   | 26 июня 2013         | |
| 92  | Таиланд                  | 24 сентября 2013     | |
|     | Гренада                  | 25 сентября 2013     | 4 ноября 2018 года в поступившей от Гренады ноте сообщается, что правительство страны после обширных исследований считает, что наибольшее значение имеет поддержка будущего статуса Косова, который будет согласован путём переговоров Белграда и Приштины. |
| 93  | Ливия                    | 25 сентября 2013     | |
| 94  | Тонга                    | 15 января 2014       | |
|     | Лесото                   | 11 февраля 2014      | 16 октября 2018 года министерство иностранных дел Лесото сообщило, что правительство королевства считает единственным возможным вкладом в решение будущего статуса Косова поддержку диалога между Белградом и Приштиной, а не определение статуса до завершения диалога. Поэтому вопрос о государственности в Косове преждевременен. |
|     | Того                     | 2 июля 2014          | 17 августа 2019 года признание было отозвано |
|     | Соломоновы Острова       | 13 августа 2014      | 28 ноября 2018 года власти Соломоновых островов отправили специальные ноты представительству Косова в Австралии. Министерство иностранных дел и торговли Соломоновых Островов сообщает МИД Косова, что после внимательного рассмотрения, принимая во внимание продолжающийся диалог Белграда и Приштины об окончательном статусе резолюции 1244 СБ ООН, правительство Соломоновых Островов решило отозвать признание Косова как независимого и суверенного государства. |
| 95  | Сальвадор                | 18 октября 2014      | |
| 96  | Антигуа и Барбуда        | 20 мая 2015          | |
|     | Суринам                  | 8 июля 2016          | 27 октября 2017 года тогдашний министр иностранных дел Сербии Ивица Дачич заявил, что признание было отозвано в тот же день. Министерство иностранных дел Косова опровергло получение устной ноты о прекращении признания и заявило, что Косово и Суринам поддерживают дружеские отношения. 10 июня 2022 года министр иностранных дел Косова Доника Гервалла-Шварц встретилась со своим суринамским коллегой Альбертом Рамдином, на встрече обсуждались вопросы активизации сотрудничества между двумя странами. Тем не менее во время своего визита в Белград в июле 2023 года министр Рамдин заявил, что его страна поддерживает территориальную целостность Сербии. |
| 97  | Сингапур                 | 1 декабря 2016       | |
| 98  | Бангладеш                | 27 февраля 2017      | |
|     | Мадагаскар               | 24 ноября 2017       | 5 декабря 2018 года признание было отозвано |
| 99  | Барбадос                 | 15 февраля 2018      | |
| 100 | Израиль                  | 4 сентября 2020      | |
| 101 | Кения                    | 26 марта 2025        | |
| 102 | Судан                    | 12 апреля 2025       | |

### Государства — члены ООН, отозвавшие признание независимости Косова
| №  | государство          | 000дата признания000 | дата отзыва признания | Примечание |
| -- | -------------------- | -------------------- | --------------------- | ---------- |
| 1  | Сан-Томе и Принсипи  | 13 марта 2012        | 11 января 2013        |            |
| 2  | Бурунди              | 16 октября 2012      | 15 февраля 2018       |            |
| 3  | Папуа — Новая Гвинея | 3 октября 2012       | 5 июля 2018           |            |
| 4  | Лесото               | 11 февраля 2014      | 16 октября 2018       |            |
| 5  | Коморы               | 14 мая 2009          | 1 ноября 2018         |            |
| 6  | Доминика             | 11 декабря 2012      | 2 ноября 2018         |            |
| 7  | Гренада              | 25 сентября 2013     | 4 ноября 2018         |            |
| 8  | Соломоновы Острова   | 13 августа 2014      | 28 ноября 2018        |            |
| 9  | Мадагаскар           | 24 ноября 2017       | 5 декабря 2018        |            |
| 10 | ЦАР                  | 22 июля 2011         | 27 июля 2019          |            |
| 11 | Того                 | 2 июля 2014          | 17 августа 2019       |            |
| 12 | Гана                 | 23 января 2012       | 7 ноября 2019         |            |
| 13 | Науру                | 23 апреля 2008       | 13 ноября 2019        |            |
| 14 | Сьерра-Леоне         | 13 июня 2008         | 2 марта 2020          |            |
| 15 | Суринам              | 8 июля 2016          | июль 2023             |            |

### Государства — члены ООН, не признавшие независимость Косова
| №  | государство              | 000*000 | примечание |
| -- | ------------------------ | ------- | --- |
| 1  | Азербайджан              |         | Азербайджан признавал и признаёт территориальную целостность Сербии и остаётся на этой позиции (пресс-секретарь МИД Азербайджана Эльхан Полухов) |
| 2  | Алжир                    |         | Алжир поддерживает территориальную целостность Сербии |
| 3  | Ангола                   |         | Ангола солидарна с Сербией в отношении сохранения её суверенитета и целостности |
| 4  | Аргентина                |         | Высказаны опасения по поводу того, что косовский прецедент затруднит урегулирование проблемы Фолклендских островов |
| 5  | Армения                  |         | В духе переговорных решений Армения не признаёт независимость Косова, факт признания которого противоречит также интересам Сербии (Президент Армении Серж Саргсян, 5 апреля 2011) |
| 6  | Беларусь                 |         | Беларусь никогда не признает независимости Косова. «Нам причиняют сильную боль косовские раны» — посол Белоруссии в Сербии Владимир Чушев |
| 7  | Боливия                  |         | Высказаны опасения по поводу того, что Косово создаст опасный прецедент для автономистов в восточных районах страны |
| 8  | Босния и Герцеговина     |         | Босния и Герцеговина не признаёт независимость Косова. Треть населения страны составляют сербы, что делает вопрос особо чувствительным. Кроме того, в принятой 22 февраля 2008 года резолюции парламента Республики Сербской говорится, что боснийские сербы могут выйти из состава Боснии и Герцеговины, если большинство стран — членов ООН и государств Евросоюза признает независимость Косова |
| 9  | Ботсвана                 |         | [ 190 ] |
| 10 | Бразилия                 |         | Бразилия выступает за дальнейшие консультации в Совете безопасности ООН |
| 11 | Бутан                    |         | [ 192 ] |
| 12 | Венесуэла                |         | «Мы против этого. Это часть давления США. Это действительно опасный прецедент для всего мира. Он может повлечь за собой, я не знаю сколько, войн» — президент Венесуэлы Уго Чавес |
| 13 | Вьетнам                  |         | [ 195 ] |
| 14 | Гватемала                |         | [ 196 ] |
| 15 | Греция                   |         | Официальный представитель МИД Греции Йоргос Кумуцакос сказал: «Наша внешняя политика базируется на принципе уважения к территориальной целостности и суверенитету государств. На основе этой прочной базы греческой внешней политики Греция не признала Косово и не признаёт отколовшиеся регионы Южную Осетию и Абхазию» |
| 16 | Грузия                   |         | Президент Михаил Саакашвили сказал: «Мы говорим громко и ясно, что мы никогда не планировали признать Косово. И при этом мы не планируем сделать это и в будущем» |
| 17 | ДР Конго                 |         | В ноябре 2009 года президент Жозеф Кабила сказал, что Конго не признает независимость Косова до тех пор, пока он жив. |
| 18 | Замбия                   |         | Правительство страны пока не определилось с тем, будет ли оно признавать Косово независимым государством |
| 19 | Зимбабве                 |         | [ 201 ] |
| 20 | Индия                    |         | [ 202 ] [ 203 ] |
| 21 | Индонезия                |         | Высказаны опасения по поводу того, что Косово создаст опасный прецедент для сепаратистов Ачеха и Ириана |
| 22 | Ирак                     |         | [ 205 ] |
| 23 | Иран                     |         | [ 206 ] |
| 24 | Испания                  |         | Высказаны опасения по поводу того, что Косово создаст опасный прецедент для баскских, каталонских и галисийских сепаратистов |
| 25 | КНДР                     |         | |
| 26 | Китай                    |         | Высказаны опасения по поводу того, что Косово создаст опасный прецедент для Тайваня, Тибета и Восточного Туркестана (Синьцзян-Уйгурский автономный район) |
| 27 | Кабо-Верде               |         | [ 209 ] |
| 28 | Казахстан                |         | [ 210 ] |
| 29 | Камбоджа                 |         | [ 211 ] |
| 30 | Камерун                  |         | [ 212 ] |
| 31 | Кипр                     |         | Кипр категорически отказался признавать независимость Косова |
| 32 | Куба                     |         | [ 214 ] |
| 33 | Кыргызстан               |         | [ 215 ] [ 216 ] |
| 34 | Лаос                     |         | [ 217 ] |
| 35 | Ливан                    |         | На совещании 28 мая 2009 года между министром иностранных дел и представителем Ливана в ООН последний сказал, что Ливан будет и впредь поддерживать Косово, и что правительство Ливана ищет момент для признания |
| 36 | Маврикий                 |         | [ 219 ] |
| 37 | Мали                     |         | В августе 2012 года Бехджет Пацолли представил журналистам письмо о признании независимости Косова, якобы подписанное исполняющим обязанности президента Мали Дионкунде Траоре. В ответ канцелярия и. о. президента Мали выступила с опровержением этой информации, заявив, что «руководство Мали желает оповестить мир о том, что президент страны не подписывал никаких документов о признании Косова» |
| 38 | Марокко                  |         | [ 223 ] |
| 39 | Мексика                  |         | [ 224 ] |
| 40 | Мозамбик                 |         | [ 225 ] [ 226 ] |
| 41 | Молдова                  |         | Высказаны опасения по поводу того, что Косово создаст опасный прецедент для Приднестровья |
| 42 | Монголия                 |         | [ 228 ] |
| 43 | Намибия                  |         | [ 229 ] |
| 44 | Непал                    |         | [ 230 ] |
| 45 | Нигерия                  |         | 13 сентября 2011 года со ссылкой на Вука Еремича было опровергнуто признание Косова со стороны Нигерии, которое якобы произошло накануне. Еремич также подтвердил информацию о наличии следствия в некой стране по поводу взятки за признание. Отсутствие признания было подтверждено министром иностранных дел Нигерии в марте 2014 года |
| 46 | Никарагуа                |         | Правительство Никарагуа поддерживает позицию «наблюдения» на одностороннее провозглашение независимости Косова. На данный момент у страны нет мнения по этому вопросу |
| 47 | Парагвай                 |         | [ 234 ] |
| 48 | Россия                   |         | Выступила против признания независимости Косова. Российские официальные лица в 2008 году высказывались в поддержку территориальной целостности Сербии, утверждая, что рассматривают независимость Косова как нарушение норм международного права и принципов ООН. В дальнейшем представители Российской Федерации неоднократно использовали косовский прецедент в качестве контраргумента при признании в том же 2008 году независимости Абхазии и Южной Осетии, отделившихся от Грузии в 1994 и 1991 годах соответственно, и в обоснование правомерности аннексии Крыма в 2014 году, указав, что «в отличие от насильственного отделения Косова, в Крыму был проведён всенародный референдум жителей республики о независимости» |
| 49 | Руанда                   |         | [ 237 ] |
| 50 | Румыния                  |         | Реакция Румынии должна учитывать высокую степень солидарности населения с жителями Молдавии, противящимися идее независимости Приднестровья. К тому же в самой Румынии также существуют предпосылки проявления сепаратистских настроений среди венгров в Трансильвании, желающих воссоединиться с исторической родиной, и цыган |
| 51 | Сейшельские Острова      |         | [ 240 ] |
| 52 | Сент-Винсент и Гренадины |         | [ 241 ] |
| 53 | Сербия                   |         | Вскоре после провозглашения независимости Косова было начато уголовное преследование президента, премьер-министра и председателя парламента Косова. В дальнейшем позиция руководства Сербии стала более мягкой. В 2016 году премьер-министр Сербии А. Вучич заявил, что на тот момент единственным решением косовской проблемы было бы признание Сербией независимости Республики Косово, но это невозможно и этого не будет |
| 54 | Сирия                    |         | Президент Сирии Башар Асад против признания независимости Косова. Сирийская оппозиция (Сирийский Национальный Совет) во главе с Аммаром Абдулхамидом обещает признать Косово сразу же после прихода к власти в Сирии |
| 55 | Словакия                 |         | [ 213 ] |
| 56 | Судан                    |         | Были высказаны опасения по поводу того, что Косово создаст опасный прецедент для Дарфура |
| 57 | Таджикистан              |         | [ 248 ] |
| 58 | Тринидад и Тобаго        |         | [ 249 ] |
| 59 | Тунис                    |         | [ 250 ] |
| 60 | Туркменистан             |         | [ 251 ] |
| 61 | Уганда                   |         | 17 февраля 2012 года, в день празднования очередной годовщины независимости Республики Косово, вице-премьер косовского правительства Беджет Пацолли, сославшись на «устную ноту» от властей Уганды, объявил о признании Косова со стороны этого государства. 19 февраля министр иностранных дел Сербии Вук Еремич заявил, что Уганда не признавала независимость Косова. По словам Еремича, такую информацию он получил от министра иностранных дел Уганды Генри Окелло Ориема |
| 62 | Узбекистан               |         | [ 253 ] |
| 63 | Украина                  |         | Стоит на принципах международного права и не признаёт Косово государством, но с 2020 года признаёт паспорта Республики Косово. В августе 2022 года в Верховной раде Украины был зарегистрирован законопроект о признании Украиной независимости Косово, инициатором которого выступил депутат Алексей Гончаренко. |
| 64 | Уругвай                  |         | [ 257 ] |
| 65 | Филиппины                |         | Высказаны опасения по поводу того, что Косово создаст опасный прецедент для сепаратистов южных районов (Моро) |
| 66 | Чили                     |         | [ 259 ] |
| 67 | Шри-Ланка                |         | Были высказаны опасения по поводу того, что Косово создаст опасный прецедент для тамильских сепаратистов |
| 68 | Эквадор                  |         | [ 261 ] [ 262 ] |
| 69 | Экваториальная Гвинея    |         | В январе 2012 года Косово получило подтверждение признания из Экваториальной Гвинеи, но ожидает получения ноты |
| 70 | Эритрея                  |         | |
| 71 | Эфиопия                  |         | |
| 72 | ЮАР                      |         | [ 264 ] |
| 73 | Южный Судан              |         | [ 265 ] |
| 74 | Ямайка                   |         | [ 266 ] |

## Позиции других государств

### Ассоциированные государства или территории, признавшие независимость Косова
| № | государство  | 000дата признания000 | примечание                                                |
| - | ------------ | -------------------- | --------------------------------------------------------- |
| 1 | Острова Кука | 18 мая 2015          | установили дипломатические отношения с Республикой Косово |
| 2 | Ниуэ         | 24 июня 2015         | установило дипломатические отношения с Республикой Косово |

### Прочие государства или территории
1. Ватикан — «Я призываю все стороны действовать с осторожностью и умеренностью, а также искать решения, которые поддерживают взаимное уважение и способствуют примирению», — сказал Бенедикт XVI, принимая нового посла Сербии при Святом Престоле Владету Янковича[271]. «Ватикан не намерен признавать независимость Косова» — кардинал Вальтер Каспер[272].

## Реакциячастично признанных и непризнанных государств

### Частично признанные государства, признавшие независимость Косова
| № | Государство          | 0Дата признания | Примечание |
| - | -------------------- | --------------- | ---------- |
| 1 | Китайская Республика | 18 февраля 2008 |            |
| 2 | Мальтийский орден    | 2009            |            |

### Частично признанные и непризнанные государства, не признавшие независимость Косова
1. Республика Абхазия — 5 сентября 2008 года абхазский министр иностранных дел Сергей Шамба заявил, что готов признать независимость Косова, если Косово согласится признать независимость Абхазии[275][276].
2. НКР — в декабре 2011 года сообщалось, что исполняющий обязанности министра иностранных дел Нагорного Карабаха Василий Атаджанян сказал, что Нагорный Карабах признает Косово, если признание будет взаимным. В ответ на это министр иностранных дел Косова Энвер Ходжаи заявил, что Косово может иметь официальные отношения только с членами ООН[277].
3. Государство Палестина — во время государственного визита в Сербию в июле 2009 года президент Палестинской национальной администрации Махмуд Аббас, обсуждая ситуацию на Ближнем Востоке и в Косове, сказал: «Мы ищем способ решить эти проблемы мирным путём, поддерживая международное право. Мы не можем навязывать решения и не можем принимать навязанные решения, поэтому мы должны вести переговоры»[278][279].
4. Приднестровье — МИД Приднестровья сказал, что «Декларация и признание Косова имеют основополагающее значение, поскольку, таким образом, была создана новая модель урегулирования конфликта, основанная на приоритете права людей на самоопределение. Приднестровье считает, что эта модель должна быть применима ко всем конфликтам, которые имеют схожие политические, юридические и экономические основы»[280].
5. Сахарская Арабская Демократическая Республика — фронт ПОЛИСАРИО, который контролирует частично признанную Сахарскую Арабскую Демократическую Республику, заявил, что скорейшее признание независимости Косова от многих стран показывает двойные стандарты со стороны международного сообщества, учитывая, что вопрос о Западной Сахаре остаётся нерешённым более трёх десятилетий[281].
6. Северный Кипр — 18 февраля 2008 года президент республики Мехмет Али Талат приветствовал независимость Косова, но официальный представитель президента сказал, что Турецкая Республика Северного Кипра не планирует признавать Косово[282][283][284].
7. Сомалиленд — в 2010 году президент Сомалиленда Ахмед Махамуд Силани сказал: «Мы очень рады Косову и тому, что случилось с Южным Суданом, что означает, что это открывает нам дверь. Принцип, согласно которому страны должны оставаться такими, какими они были на момент независимости, изменился, так почему бы этому и не работать для нас»[285].
8. Южная Осетия — президент республики Эдуард Кокойты заявил, что несправедливо сравнивать Косово с Южной Осетией, поскольку Южная Осетия имеет гораздо больше прав на собственное государство, чем косовские албанцы[286].

## Международные организации
1. Организация Объединённых Наций — отказ России и Китая от признания самопровозглашённой независимости не позволит Республике Косово стать полноправным членом Организации Объединённых Наций, так как для рассмотрения этого вопроса и голосованию по нему на Генеральной Ассамблее необходимо одобрение всех пяти постоянных членов Совета Безопасности ООН. При этом в будущем возможно получение республикой статуса государства-наблюдателя, если за это проголосует большинство государств — членов ООН. Один из органов ООН, Международный суд ООН в Гааге, 22 июля 2010 года выдал консультативное заключение о том, что провозглашение независимости Косова не противоречит нормам международного права[287].
2. ОБСЕ — 1 июля 1999 года в Косове открыта Миссия ОБСЕ[288].
3. ПАСЕ — весной 2013 года Бюро Ассамблеи приняло решение допустить косовских парламентариев участвовать в заседании комиссии Ассамблеи на сессии в Страсбурге с 22 по 26 апреля и присутствовать на заседании без права голоса[289].
4. НАТО — «Ответственность НАТО и способность гарантировать безопасность в Косове остаются неизменными. KFOR продолжит выполнять свой мандат»[290] (официальный пресс-релиз).
5. Организация исламского сотрудничества — поддерживает независимость Косова[291].
6. Международный союз электросвязи — Косово не является членом МСЭ. Несмотря на это, Сербия согласилась, чтобы с января 2015 года по заявке одного из членов МСЭ (Австрии, Италии или Швеции) Республика Косово получила собственный международный телефонный код — 383[292].

## Религиозные организации
1. Сербская православная церковь — «Некоторые большие державы, обогащённые земными возможностями, признали этот акт скупщины в Приштине, и, заявив это, опозорили себя и свой исторический путь, озаботившись своими неприкрытыми интересами»[293].
2. Центральный комитет Всемирного совета церквей (ВСЦ) — призвал генерального секретаря этой организации Самуэля Кобиа «направить письмо поддержки» Священному Синоду Сербской православной церкви в связи с провозглашением независимости Косова[294].
3. Русская православная церковь — «Мы солидарны с сербским народом, солидарны с Сербской церковью. Мы должны найти способ и средства выразить эту солидарность. Совершенно ясно, что Россия настолько солидарна с Сербией, насколько не солидарна ни одна другая страна. Россия выражала и выражает свою солидарность с сербским народом» — заявил председатель отдела внешних церковных связей, митрополит, ныне патриарх Кирилл[295].

## Финансовые организации
1. Всемирный банк — Косово является членом этой организации с июня 2009 года[296].
2. Международный валютный фонд — с мая 2009 года Косово является членом этой организации[297].
3. Европейский банк реконструкции и развития — Косово является членом организации с 17 декабря 2012 года[298].

## Участие в международных конкурсах и соревнованиях
1. Международная футбольная федерация — 17 декабря 2012 ФИФА разрешила футбольным клубам из Косова, а также молодёжной и женской сборным частично признанного государства проводить товарищеские матчи с командами, футбольные ассоциации которых входят в ФИФА[299]. 29 сентября 2012 Республика Косово также направила в ФИФА петицию с просьбой включить её в члены организации[300] и была принята в её состав 14 мая 2016 года[301].
2. Союз европейских футбольных ассоциаций (УЕФА) (с 03.05.2016)
3. Международная федерация дзюдо — Косово участвует в чемпионатах мира по дзюдо и кубках «Большого шлема». С 2012 года является членом организации (до этого с 2008 года выступало под флагом федерации)[302][303].
4. Мисс Вселенная — представительницы Косова участвуют в конкурсах красоты «Мисс Вселенная» с 2008 года.
5. Европейская федерация гандбола — Косово обладает статусом ассоциированного члена ЕГФ, что даёт ему право участвовать в международных клубных соревнованиях под эгидой ЕГФ, но без возможности играть в турнирах национальных сборных. В апреле 2013 года федерация наложила запрет на проведение матчей «Финала четырёх» Кубка Сербии в Северном Косове (г. Зубин-Поток) без соответствующего одобрения от косовоалбанской стороны. «Просим вас или получить согласие Федерации гандбола Косова, или организовать финал кубка Сербии в рамках территории Сербии» — говорится в письме, которое подписали президент ЕГФ Жан Брио и генеральный секретарь Михаэль Видерер.
6. Международная федерация настольного тенниса (c 21.05.2003)[304].
7. Международная федерация тяжёлой атлетики (с 18.06.2008)[305].
8. Международная федерация софтбола[англ.] (с 12.08.2008).
9. Международная федерация стрельбы из лука (с 01.07.2011).
10. Всемирная федерация спортивного мини-гольфа (с 20.04.2012).
11. Международная федерация парусного спорта (с 08.05.2012).
12. Международный олимпийский комитет — 9 декабря 2014 года на 127-й сессии МОК Косова принял национальный олимпийский комитет (НОК) Косова в члены МОК. С 2016 года косовские спортсмены могут участвовать в олимпийских играх[306].
13. Международная шахматная федерация (ФИДЕ) — 29 апреля 2015 года Федерация шахмат Косова была включена в состав ФИДЕ на временной основе. Решение о полноправном членстве федерации будет принято на Генеральной ассамблее, которая состоится в 2016 году в Баку[307].
14. Международный союз велосипедистов (с 26.09.2015).
15. Международная ассоциация легкоатлетических федераций (с 19.08.2015).
16. Международная студенческая конференция университета Приштины (UPISC’2016) (2-7 мая 2016 г.) — инициативная группа студентов организовала первую в истории Университета Приштины Экономическую конференцию, в которой приняли участие студенты более чем из 20 стран[308].